# Fédération Luxembourgeoise de Basketball

Die Fédération Luxembourgeoise de Basketball (kurz FLBB, luxemburgisch Lëtzebuerger basketballfederatioun, deutsch Luxemburger Basketballföderation) ist der nationale Dachverband für Basketball in Luxemburg. Er residiert in der Maison des Sports Josy Barthel in der Gemeinde Strassen. Schirmherr ist Félix von Luxemburg.

## Geschichte
Der Verband wurde am 10. Dezember 1933 von Aloyse Hentgen gegründet. Seit 1937 ist er Mitglied des Weltverbandes Fédération Internationale de Basketball (FIBA). Präsident der Amtsperiode 2021/22 ist Samy Picard.

## Aktivitäten
Die FLBB entsendet die Luxemburgische Basketballnationalmannschaften und die Luxemburgische Basketballnationalmannschaft der Damen zu internationalen Wettbewerben. Bisher gelang der Basketballnationalmannschaft der Herren die Teilnahme an den Basketball-Europameisterschaften 1946, 1951 und 1955.
Zu den weiteren Aufgaben des Verbandes gehört u. a. die Organisation der Total League, der höchsten luxemburgischen Basketballliga, und des Coupe de Luxembourg, des nationalen Pokalwettbewerbs im Großherzogtum.

## Mitgliedsvereine
Dem Verband gehören 33 Vereine an (Stand: Februar 2022):
- AB Contern
- Amicale Steesel
- Arantia Larochette
- AS Soleuvre
- Avanti Mondorf 2000
- Bascharage Hedgehogs
- Basket Esch
- BBC Käldall
- Berbourg Espérants Pirates
- Black Frogs Schieren
- Black Star Mersch
- Diekirch
- Etzella Ettelbruck
- BBC Gréngewald Hueschtert
- Kehlen
- Kordall Steelers
- Les Sangliers Wooltz
- Mambra Mamer
- Mess
- Musel Pikes
- Nitia Bettembourg
- North Fox
- Racing Luxembourg
- Rebound Préizerdaul
- Red Miners Käldall
- BBC Résidence Walferdange
- Sparta Bertrange
- Special Olympics Luxembourg
- T71 Dudelange
- Telstar Hesperange
- US Heffingen
- Vibball Echternach
- Zesummen Aktiv